# Медаль торгового флота «За достойную службу»
Медаль торгового флота «За достойную службу» — входит в Британскую систему наград. Медаль вручается не более чем 20 лауреатам ежегодно, которые объявляются в день торгового флота, 3 сентября. Награда учреждена в 2015 году.

## Основания для награждения
Медаль может быть вручена тем лицам, которые служат или служили в торговом флоте или рыболовецком флоте Соединенного Королевства, острова Мэн и Нормандских островов. Получатели должны служить выдающимся примером преданности долгу и храбрости. Чаще всего основанием для награждения является образцовая служба в торговом флоте на протяжении 20 и более лет, хотя этой же медалью могут быть награждены лица проявившие храбрость на море. Ежегодно вручается не более 20 медалей. Кавалеры медали имеют право использовать после имени аббревиатуру «MNM».

## Описание
Медаль отчеканена из серебра и имеет диаметр 36 мм. На аверсе изображена Королева Елизавета II. На реверсе изображен знак торгового флота. Знак представляет собой буквы MN окружены веревкой, соединенной снизу узлом, сверху, над веревкой находится корона с надписью «За достойную службу».
Лента медали имеет ширину 32 мм и состоит из равных полос, зеленого цвета по краям, белого в центре, и красного цвета по бокам от белой полосы. На ободке медали выгравировано имя получателя.